# Johannes Storck
Johannes Storck, född 1649 i Åtvids socken, Östergötlands län, död 17 januari 1715 i Hovs socken, Östergötlands län, var en svensk präst.

## Biografi
Johannes Storck föddes 1649 på Storketorp i Åtvids socken. Han var son till bonden Måns. Storck prästvigdes 23 mars 1677 och blev samma år kollega i Vadstena. Han blev 1 april 1696 kyrkoherde i Hovs församling. Storck var respondent vid prästmötet 1704. Han avled 17 januari 1715 i Hovs socken.
Storck gifte sig första gången 14 januari 1679 med Zippora Andersdotter Lenberg (död 1709). Hon var dotter till komministern Anders Thoreri i Lena socken. De fick tillsammans barnen Emanuel (1680–1747), Catharina (född 1681), Kirsten (1684–1704), Helena och Johan (1688–1767). Storck gifte sig andra gången 29 oktober 1708 med Helena Danielsdotter (död 1715).